# Schneehühner
Die Schneehühner (Lagopus) sind eine Vogelgattung aus der Familie der Fasanenartigen (Phasianidae), die zur Ordnung der Hühnervögel (Galliformes) gehört. Zur Gattung werden heute vier Arten gerechnet, die zirkumpolar vertreten sind. Schneehühner sind eine der am weitesten vertretenen Gattungen innerhalb der Unterfamilie der Raufußhühner (Tetraoninae). Am weitesten verbreitet sind das Moorschneehuhn und das Alpenschneehuhn, die sowohl in Nordamerika als auch in Eurasien vorkommen. Das Weißschwanz-Schneehuhn kommt dagegen nur in Alaska, British Columbia und den Rocky Mountains vor.

## Beschreibung
Alle vier Arten sind verhältnismäßig plump gebaut. Der Schwanz ist kurz, der Sexualdimorphismus ist nur sehr gering ausgeprägt. Die kleinste Art ist das Weißschwanz-Schneehuhn, das eine Körpergröße von 31 bis 34 Zentimetern erreicht. Männchen dieser Art wiegen durchschnittlich 1.300 Gramm, während Weibchen ein durchschnittliches Gewicht von 840 Gramm haben.

## Bilder

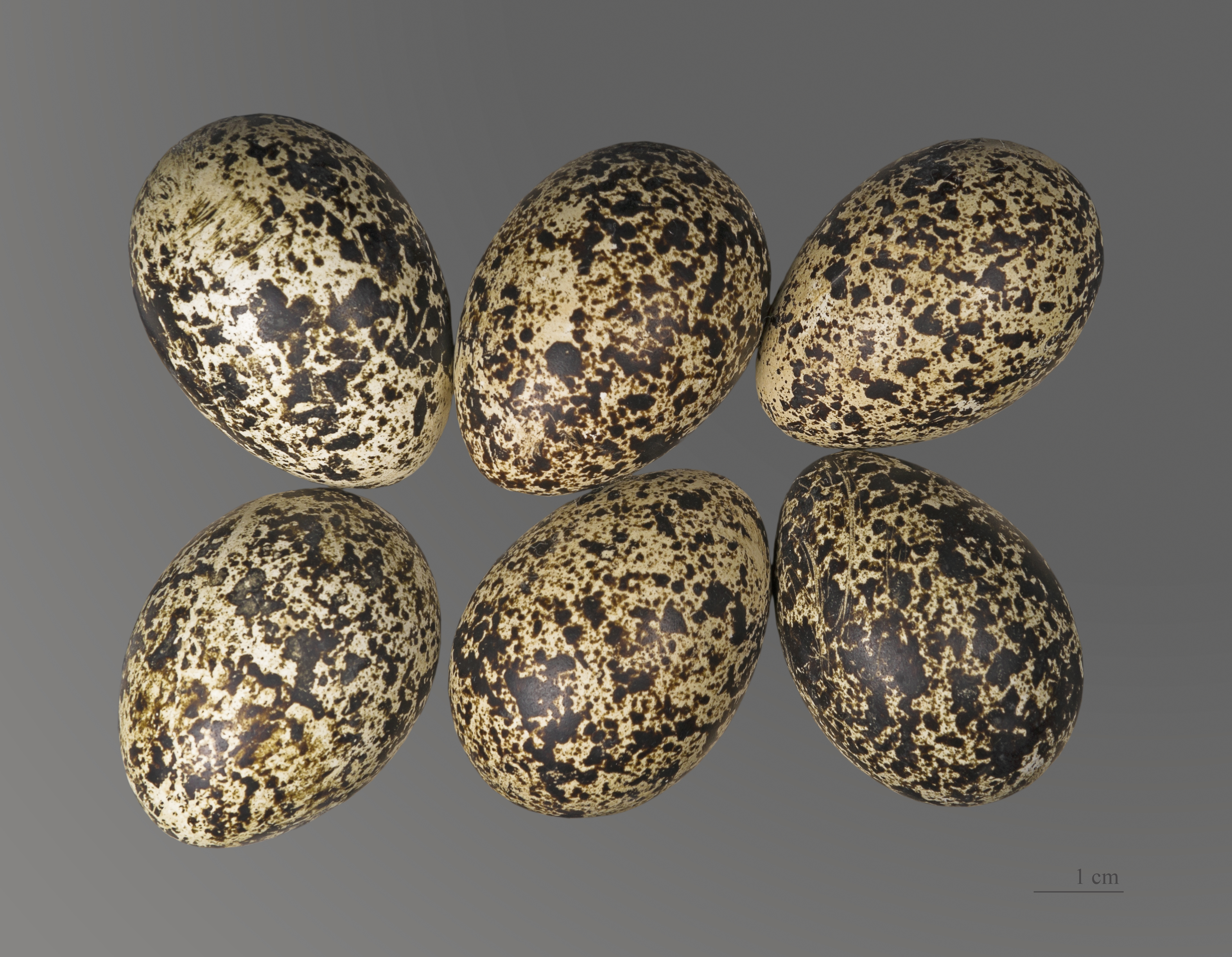
Eier des Alpenschneehuhns (Lagopus muta)
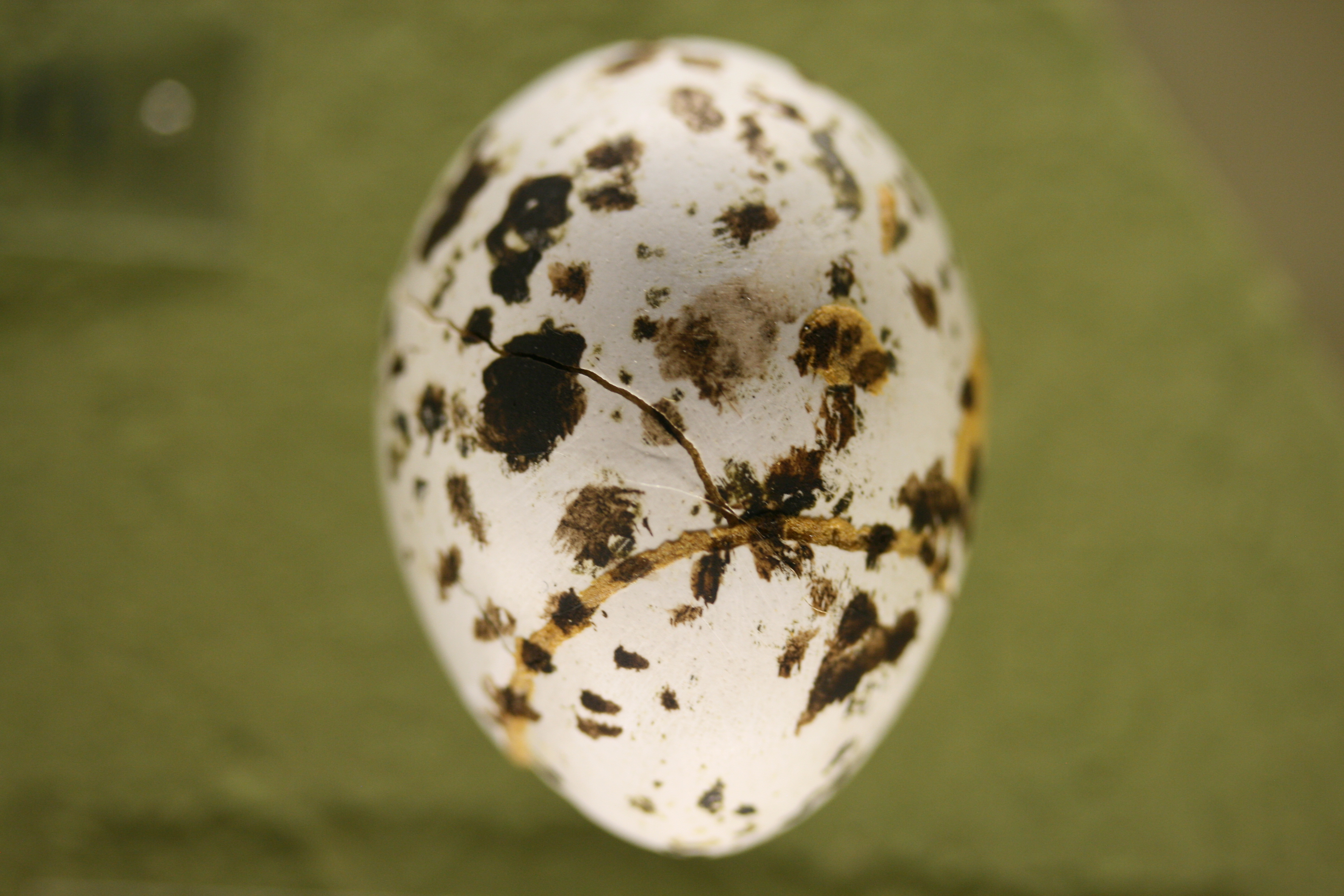
Ei eines Schneehuhns
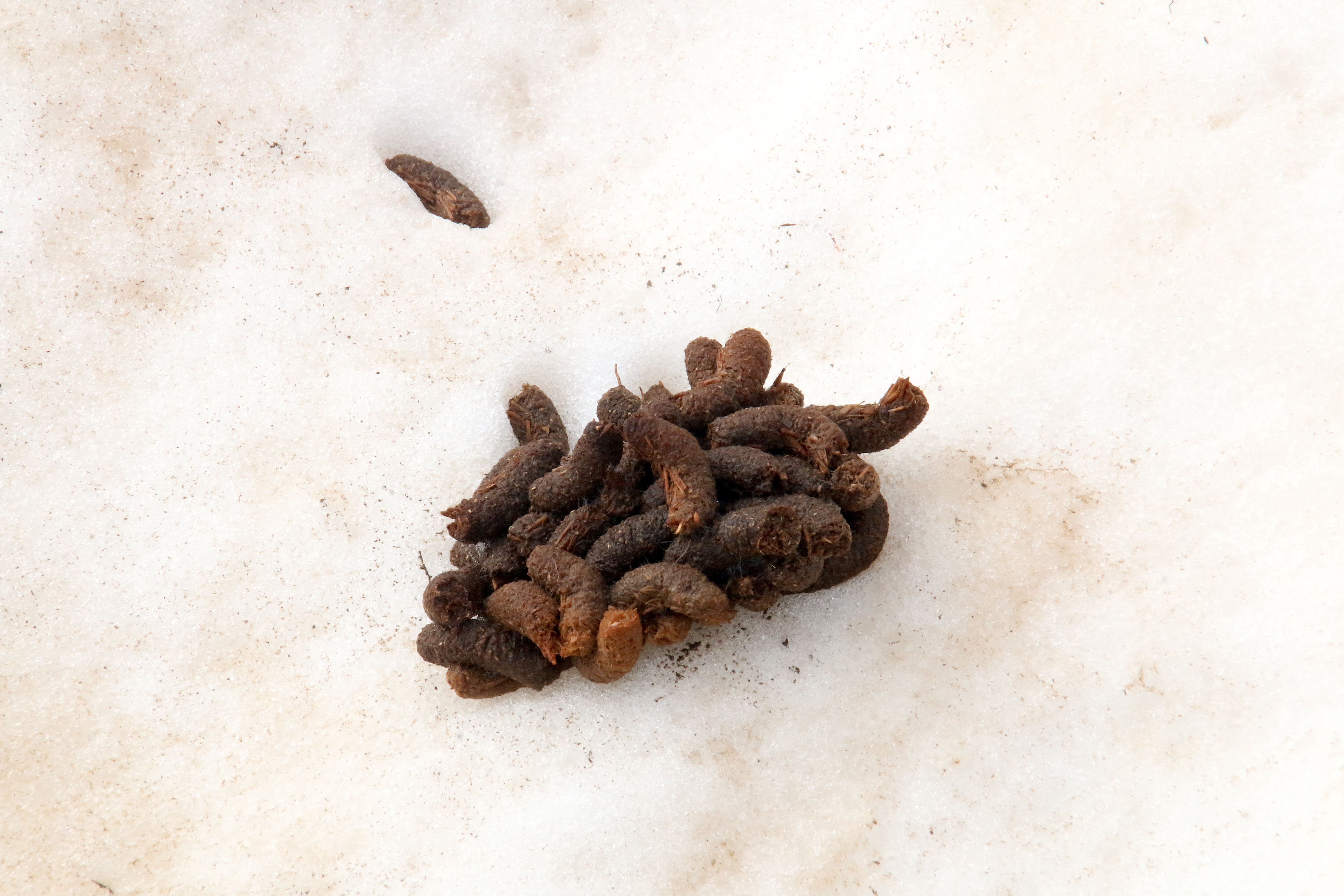
Dung vom Schneehuhn

## Evolution
Die Linie der Schneehühner trennte sich am Ende des Miozäns vor 10–6 Millionen Jahren in Nordamerika von der evolutionären Linie ab, die später zu Sichelhuhn, Tannenhuhn, Birk- und Auerhühnern führte.
Während der zunehmenden Abkühlung während des Pliozäns und des Pleistozäns kam es zur Artaufspaltung innerhalb der Gattung. Das periodische Trockenfallen der Beringia-Landbrücke im selben Zeitraum ermöglichte die Besiedelung der Paläarktis durch Moorschneehuhn und Alpenschneehuhn. Das Schottische Moorschneehuhn wurde spätestens im Holozän vor etwa 6000 Jahren, als der nacheiszeitliche Anstieg des Meeresspiegels die Britischen Inseln vom europäischen Festland abtrennte, vom Moorschneehuhn isoliert. Genetische Untersuchungen legen aber nahe, dass der Genfluss zwischen beiden Linien schon vorher eingeschränkt war.

## Arten
Zur Gattung werden vier Arten gerechnet.
- Alpenschneehuhn (Lagopus muta (Montin, 1776))
- Moorschneehuhn (Lagopus lagopus Linnaeus, 1758)
- Weißschwanz-Schneehuhn (Lagopus leucura (Richardson, 1831))
- Schottisches Moorschneehuhn (Lagopus scotica (Latham, 1787))

## Belege

### Einzelbelege
1. ↑  Madge et al., S. 367.
2. ↑  
Nicholas W. Persons, Peter A. Hosner, Kelly A. Meiklejohn, Edward L. Braun, Rebecca T. Kimball: Sorting out relationships among the grouse and ptarmigan using intron, mitochondrial, and ultra-conserved element sequences. In: Molecular Phylogenetics and Evolution 2016, Nr. 98, S. 123–132.
3. ↑  
María Quintela, Sofia Berlin, Biao Wang, Jacob Höglund: Genetic diversity and differentiation among Lagopus lagopus populations in Scandinavia and Scotland: evolutionary significant units confirmed by SNP markers. In: Molecular Ecology 2010, Nr. 19, S. 2380–2393.